# 汤南崇德善堂
汤南崇德善堂，位于中华人民共和国广东省梅州市丰顺县汤南镇隆烟管理区，为丰顺县文物保护单位，类型为古建筑，公布时间为1995年6月。

## 特点
崇徳善堂位于汤南隆烟管理区，建于1923年，建筑坐西南向东北，采用二进两横布局，为硬山顶宇斗式梁架构筑，厢房后加水泥结构。1927年汤坑战役，收埋叶挺、贺龙部阵亡官兵1250名，用古大洋750元，建桥、修路、凤雨亭、庵、放棺收尸，以其风范策励乡人。1995年6月，丰顺县人民政府认定其为丰顺县文物保护单位。